# Frente Español de Liberación Nacional
El Frente Español de Liberación Nacional (FELN) fue una organización republicana española fundada en 1963 por Julio Álvarez del Vayo con el objetivo de continuar la guerrilla antifranquista de los maquis en España. Sus órganos de expresión fueron F.E.L.N. y ¡Frente!.

## Historia
Inmediatamente después de que el Partido Comunista de España (PCE) abandonara la táctica de guerrillas, el exministro republicano Julio Álvarez del Vayo decidió crear el FELN junto con algunos miembros disidentes del PCE que compartían su visión de continuar la lucha armada contra el régimen franquista.
Sin embargo, enfrentado a la feroz represión de la Policía española, así como a la militarización del orden público, el FELN tuvo muy poco éxito en su lucha contra el sistema franquista y gran parte de los exiliados republicanos españoles veían los esfuerzos de Álvarez del Vayo como excesivamente optimistas, cuando no descabellados. En una entrevista realizada por el diario Le Monde, Álvarez del Vayo alegó que el FELN contaba con una amplia base que incluía disidentes del Partido Socialista Obrero Español, agrupados en la Unión Socialista Española (USE), y que podía acoger a todos los antifranquistas españoles, cualquiera que fuese su posición en el espectro político, con tal de que estuvieran decididos a luchar contra la dictadura.
En junio de 1964 Andrés Ruiz Márquez, el «Coronel Montenegro», miembro de un comando del FELN, fue arrestado en la calle de Serrano después de una serie de atentados con pequeñas bombas en Madrid. En su juicio se le imputaron muchos otros actos que no había cometido. Fue condenado a la pena de muerte por el Tribunal de Orden Público pero vio su sentencia conmutada a cadena perpetua en un gesto propagandístico del régimen franquista, destinado a hacer gala de la supuesta magnanimidad de Franco. Posteriormente al arresto de Ruiz Márquez el FELN dio escasos signos de actividad, excepto que continuó distribuyendo clandestinamente sus publicaciones, en las que se oponía con virulencia a las bases estadounidenses en España. Dicha postura antiamericanista fue posteriormente adoptada por prácticamente todos los grupos de la izquierda española.
El FELN fue disuelto en 1970 para dar paso a la creación del Frente Revolucionario Antifascista y Patriota, fundado también por Álvarez del Vayo junto a un grupo de miembros del Partido Comunista de España (marxista-leninista) y de Vanguardia Socialista, inspirados por el vigor de las manifestaciones estudiantiles de mayo de 1968 en Francia.